# Thalictrum debile
Thalictrum debile är en ranunkelväxtart som beskrevs av Samuel Botsford Buckley. Thalictrum debile ingår i släktet rutor, och familjen ranunkelväxter. Inga underarter finns listade i Catalogue of Life.